# آنيا كونتور
آنيا كونتور ولدت  في 18 ديسمبر عام 1964م في مدينة اوبسالا، و هي صحفية  سويدية بدأت العمل في راديو السويد عام 1987م، و انضمت في البداية إلى برنامج مساء الخير في التلفزيون السويدي في مدن (سوندسفال واوميو ونورشوبينغ). كانت آنيا كونتور  تعمل كـ(معدة برامج و معدة تقارير و منتجة) في السنوات 1997 - 2010م . و كانت قد انضمت إلى القناة التلفزيونية الرابعة لمحافظة أوبلاند بين عامي 1995 و 1997 حيث عملت هناك عدداً من المهمات  المختلفة ، و أنتجت بشكل منتظم أخبار لـ TV4 و لاخبار الصباح.
وخلال السنوات 1997-2013، قامت آنيا كونتور ببرنامج سفر لتلفزيون السويد SVT، وعملت أيضا برنامج بشأن حرائق دول الشمال. عملت أيضا كمعدة برامج ل P4 إكسترا و كارلافاجنن في راديو السويد، وعملت في جملة أمور من بينها مجلة المنزل وصحيفة نارا. 
بدأ ت السلسلة التلفزيونية الخاصة عندما تنقلب الحياة الموسم الرابع في مارس/آذار 2016 مع ثماني حلقات جديدة في تلفزيون السويد SVT. وجاءت السلسلة السابقة في 24 حلقة بين اعوام 2013-2015.

## Referenser
1. ↑  Sweden, Sveriges Television AB, Stockholm,. "När livet vänder". svt.se (بالسويدية). Archived from the original on 2018-02-14. Retrieved 2018-03-02.{{استشهاد ويب}}:  صيانة الاستشهاد: أسماء متعددة: قائمة المؤلفين (link) صيانة الاستشهاد: علامات ترقيم زائدة (link)